# Rhinoceros 3D
Rhinoceros 3D (Rhino 3D) firmy Robert McNeel & Associates – program komputerowy typu CAD/CAM/CAE służący do modelowania i tworzenia obiektów 3D. Program ten może być stosowany przy projektowaniu form przemysłowych, wspomaganiu procesów produkcji (CAD/CAM), podczas tworzenia interaktywnych animacji i gier.
Silnik jest oparty na bibliotece AGLib NURBS podobnie jak aplikacja Alias dla platformy Silicon Graphics.
Główne cechy programu to:
- nieograniczoność – czyli możliwość tworzenia praktycznie dowolnych obiektów 3D
- dokładność – zastosowana technologia pozwala na bardzo precyzyjny opis obiektów
- zgodność – możliwa jest wymiana danych z innymi programami w branży
- prostota obsługi, intuicyjność
- budowa modułowa – pozwalająca dodać dowolną cechę rozszerzając możliwości
- małe wymagania sprzętowe
- dobry współczynnik możliwości w stosunku do ceny